# Distrito de Ignacio Escudero
El distrito de Ignacio Escudero es uno de los ocho que conforman la provincia de Sullana ubicada en el departamento de Piura en la costa norte del Perú. Limita por el norte y este con el distrito de Marcavelica; por el sur con el río Chira y; por el oeste con el distrito de Tamarindo (Paita).
Desde el punto de vista jerárquico de la Iglesia católica, forma parte de la Arquidiócesis de Piura.

## Historia
Inicialmente esta jurisdicción perteneció al distrito de Tamarindo de la provincia de Paita. Por las dificultades de integración con Paita, los lugareños solicitaron depender administrativamente de Sullana. El proyecto de creación de distrito se inicia el 16 de octubre de 1963 cuando se publica en el diario La Industria de Piura, el proyecto suscrito por los diputados piuranos, Luis Carnero Checa, Juan Aldana Gonzáles y el sullanero Felipe García Figallo. 
En el primer gobierno del Presidente Fernando Belaúnde, el 10 de septiembre de 1965 se promulga la Ley 15611 que crea el distrito, con su capital San Jacinto y desmembrándolo de Paita.
El 25 de octubre de 1965, el alcalde de Tamarindo, cesa en sus funciones al agente municipal al ciudadano Santos Oblea, quien se desempeñaba como tal, en razón que en Sullana se eligió como agente municipal al ciudadano Jorge Hougthon Aguirre. Sin embargo, por mandato del pueblo, Santos Oblea siguió ejerciendo el cargo de agente municipal hasta el 31 de diciembre de 1966, y a partir del 1 de enero de 1967 se instaló el primer gobierno municipal, con Ignacio Coronado Peña como su alcalde.

## Geografía
El distrito de Ignacio Escudero se encuentra ubicado a la margen derecha del río Chira y a unos 35 m s. n. m. . Su ubicación geográfica,  latitud sur 04º50’35’’ y longitud oeste 80º52’12’’. Dista 25 km de la ciudad de Sullana, vía Panamericana. Tiene una extensión territorial de 306.53 km² y una población de 14 765 habitantes. 
La capital de Ignacio Escudero es San Jacinto, pero más se le conoce como “Cerro Mocho”.
Quien viaja por la Panamericana hacia Talara y a unos 25 kilómetros de Sullana, puede observar claramente un cerro como si hubiera sido cortado (ilustración). Se dice que debido a las crecidas del río Chira, los zapotoleños tuvieron que emigrar en busca de zonas más seguras y entre los lugares elegidos se ubicaron en lo que hoy es esta elevación conocida como “Cerro Mocho”. Otros fueron a Ventarrones, Monte Lima, Alto Grande.
Los zapotoleños, como necesitaban materiales para construir sus chozas empezaron a sacar bloques de piedra del referido cerro hasta dejarlo bastante bajo y cortado. Cuentan los viejos residentes, que los hacendados ordenaron a los peones aplanar la cima para construir las casa haciendas en el lugar, abandonando la obra por lo difícil que era ejecutarse, para finalmente construir sus casas en la parte baja como aún pueden apreciarse aunque en estado ruinoso

### Extensión
Tiene una extensión de 306,53 km². En esta extensión se ubicación los pueblos de: Belén, Buenos Aires, Cerro Mocho, La Cancha, Las Malvinas, San Isidro, San Martín y San Pedro, San Vicente, Monte Lima y San Jacinto. Además se encuentran los siguientes caseríos: San Miguel, Santa Sofía, Ventarrones, Agua Amarga, Algarrobo Seco, Chombos, Cruz de Cañete, Hualtacal, Hualtaco Raizado, Jaguay Negro, Orejona, Pampa Larga, Pescado, San José y San Rolando.

### Clima
Es caluroso en verano con una temperatura entre 33 y 38 °C, con lluvias irregulares. El invierno es ligeramente frío con una mínima de 20 °C.

## Autoridades

### Municipales
- 2019-2022[2]
  - Alcalde: Melquiades Castillo Garay, del Movimiento Unión Democrática del Norte (UDN).
  - Regidores: Félix Castillo Nizama (UDN), Manuel Paico Aguilar (UDN), Julio Pizarro García (UDN), Corina Cecy Chinchay Cornejo (UDN), César Augusto Atoche Correa (Obras + Obras).
- 2011-2014[3]
  - Alcalde: Reynaldo Seminario Quevedo, Unidos Construyendo (UC).[4]
  - Regidores: Modesto Castillo Correa (UC), Arturo Pulache Martínez (UC), Manuel Paico Aguilar (UC), Esterfilia Ramona Luna Peña (UC), Raúl Medina García (Obras + Obras).
- 2007-2010
  - Alcalde: Alexander Nuñez Gómez.

### Policiales
- Comisario: " Año 2024 - Actualidad " ALFZ. PNP ZAGA NALVARTE LUIS ARNOLD.
- Comisario: " Año 2022 - 2023 " ALFZ. PNP FLORES MAURICIO JOSE MELQUIADES.
- Comisario: " Año 2021 - 2022 " TNTE. PNP STONE CAMPOSANO ARIAS.
- Comisario: " Año 2020 - 2021 " SS.PNP PAULINI MADRID EUDELIO FELIPE.

## Festividades
- Septiembre: San Juan Macías de vhcicihcihc